# Pětiválcový řadový motor

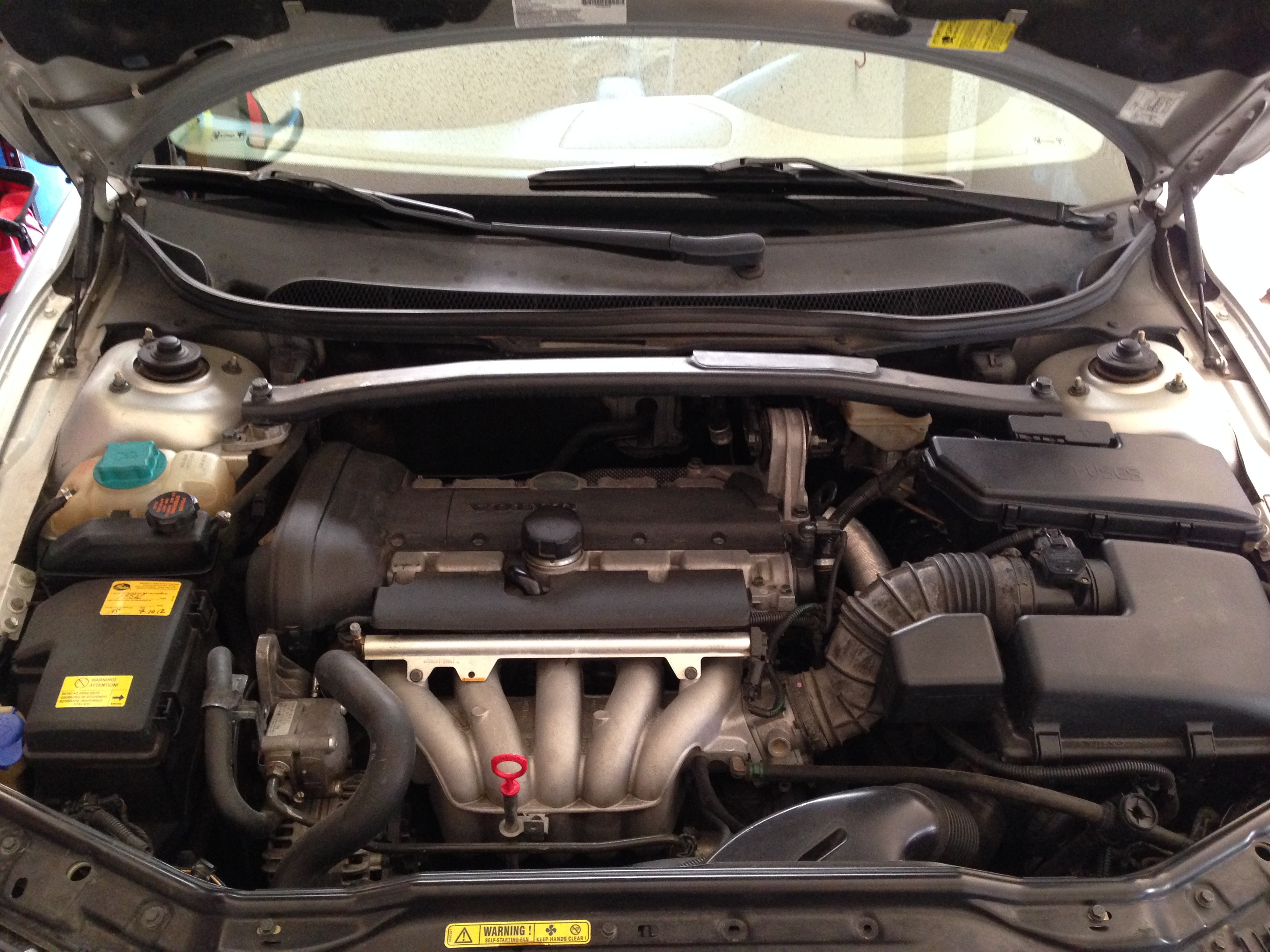
Pětiválcový řadový motor Volvo B5244S montovaný napříč

Animace práce motoru

Pětiválcový řadový motor nebo řadový pětiválec označovaný také zkratkou R5, je pístový spalovací motor s pěti válci uspořádanými v řadě. Válce mají společný blok válců a klikovou skříň. Taková konfigurace je kompromisem mezi menším řadovým čtyřválcem a větším řadovým šestiválcem.
Henry Ford vyvinul řadový pětiválec koncem 30. a začátkem 40. let pro design kompaktních ekonomických automobilů, ale kvůli malé poptávce po malých automobilech v USA se nikdy do výroby nedostal. Jedním z prvních řadových pětiválců, který se dostal do výroby byl motor Volkswagen 2.1 R5 v automobilu Audi 100. Ten se montoval koncem 70. let a poháněl i legendární rallye automobil Audi Quattro.

## Charakteristika
Úhel otočení klikového hřídele je 144°, posloupnost zápalu je 1-2-4-5-3. Motor generuje vibrace, ovšem ty jsou minimalizovány pomocí jednoho vyvažovacího hřídele.

## Použití
Pětiválcový řadový motor se používá v automobilech jako je Lancia Thesis, Alfa Romeo 156, Alfa Romeo 159, Alfa Romeo 166, Audi 80, Audi 90, Audi 100, Audi Quattro, Audi A6, Audi TT-RS, Audi RS3 / RSQ3, Audi S2 Coupé, Ford Focus ST / RS, Fiat Bravo, Fiat Marea, Fiat Coupé, Acura TL, Chevrolet Colorado,Mercedes-Benz W123, Mercedes-Benz W124, Volvo 850, Volvo 940, Volvo V70, Volvo S60, Volvo S80, VW Passat NMS (USA), Volkswagen Transporter/Multivan, VW Touareg, VW Golf/Jetta/Rabbit/Beetle (USA), Caravelle T4 so 78PSe, a 102PS apod.